# Львівський аероклуб
Львівський аероклуб – один з аероклубів, що діяли у Львові за часів Другої Польської Республіки.

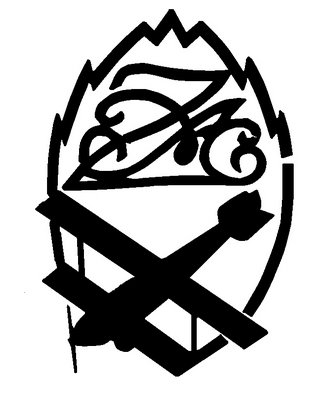
Логотип Львівського аероклубу

Львівський аероклуб було засновано 28 лютого 1928 року з ініціативи Авіаційного товариства (раніше діяли Авіаційне товариство та Академічний аероклуб у Львові)  . Співзасновником був Казімєж Хожевський.
На базі ЛА у 1930 році на посадковому майданчику в Безміговій Горішній було створено школу планеризму.
Аероклуб використовував цивільний та військовий аеропорт Скнилів (там діяв 6-й авіаційний полк ), а в періоди перевантаження — аеропорт Басівка . 14 листопада 1936 року було закладено наріжний камінь будівлі аероклубу та освячено ангар   . 15-16 жовтня 1938 року відбулося святкування 10-ї річниці Львівського аероклубу  .
4 березня 1937 року Львівський аероклуб отримав три літаки RWD-13, профінансовані Лігою протиповітряної та протигазової оборони  . У жовтні 1937 року Львівський аероклуб отримав 11 нових літаків   .

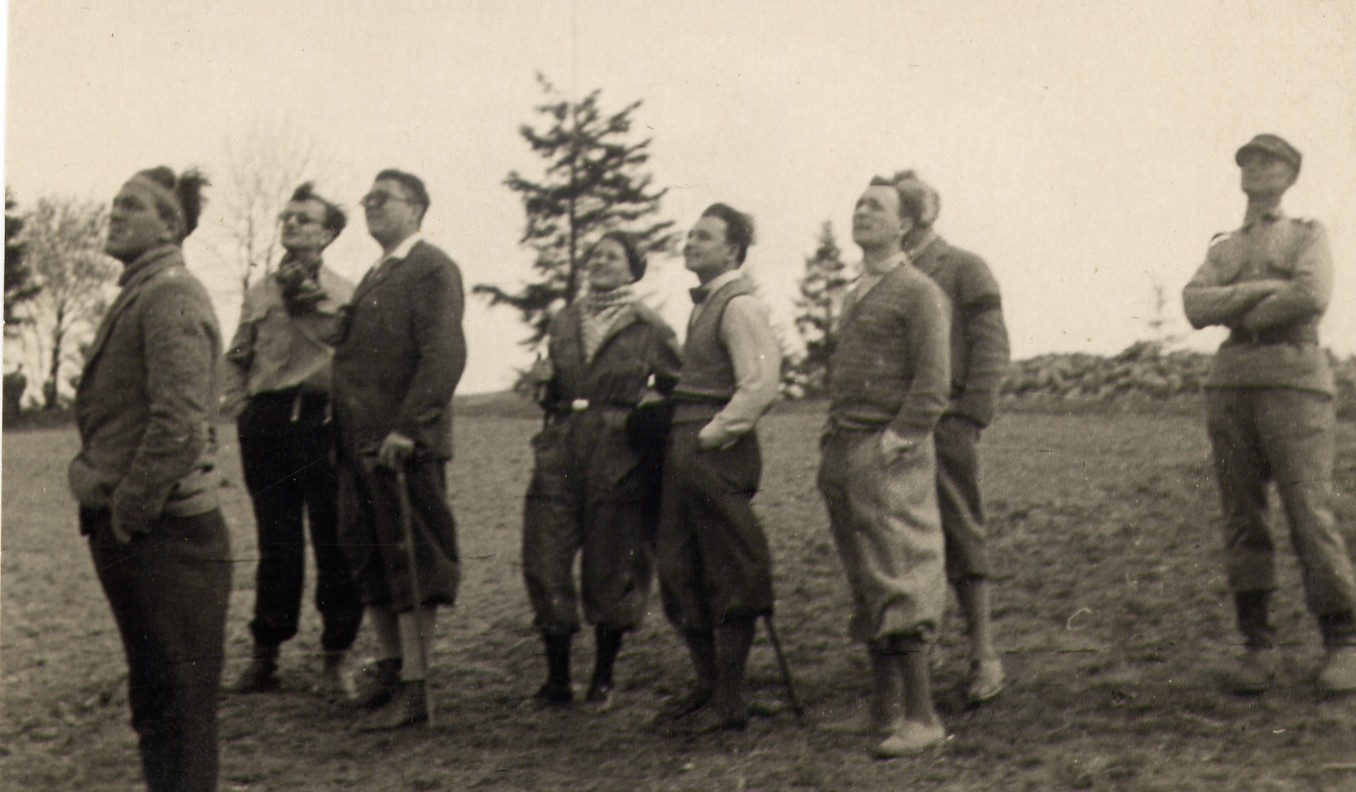
Члени Львівського аероклубу спостерігають як летить літак.1930-і роки.

Під час святкування 15 жовтня 1938 року Львівського аероклубу було видано нагородний знак 6-го авіаційного полку.
Сяноцький клуб повітряних куль «Гума» діяв як секція ЛА, а його президентом був Оскар Шмідт, директор Польської компанії гумової промисловості . Аеростат «Санок», що представляв Львівський аероклуб, виграв Кубок Альфреда Смочика на змаганнях у травні 1936 року. імені полк. Ваньковича 
Посаду президента AL у 1930-х роках обіймав Каєтан Чарковський-Голеєвський. Віце-президентом був Єжи Козицький. Членами клубу були Щепан Гжещик та Вернер Ришард Кірхнер. З 1936 по 1939 рік Адам Дзюржинський був інструктором планерного спорту в Безмігові.
У серпні 1938 року Львівський аероклуб переміг у національних авіаційних змаганнях  .

## Авіапарк[11]
| Реєстраційний номер | Тип                     | Серійний номер | Історія       | Власник                     | Дата     | Сертифікат реєстрації | Подальша доля            |
| ------------------- | ----------------------- | -------------- | ------------- | --------------------------- | -------- | --------------------- | ------------------------ |
| SP-ASG              | Hanriot H-28            | 30-142         | SP-ASG        | Львівський аероклуб         | 15.11.35 | 378                   |                          |
| SP-ATN              | Повітряна куля WBS-1600 |                | SP-ATN        | Львівський аероклуб - Санок | 11.05.36 | 495                   |                          |
| SP-AXA              | Morane-Saulnier 35      | 2366           | SP-AXA        | Львівський аероклуб         | 06.02.36 | 407                   |                          |
| SP-AYU              | RWD-8 (PWS)             | 34-155         | SP-AYU        | Львівський аероклуб         | 21.12.35 | 401                   |                          |
| SP-BAR              | RWD-8 (PWS)             | 34-210         | SP-BAR        | Львівський аероклуб         | 05.05.36 | 457                   |                          |
| SP-BAY              | RWD-8 (PWS)             | 34-216         | SP-BAY        | Львівський аероклуб         | 05.05.36 | 463                   |                          |
| SP-BAZ              | RWD-8 (PWS)             | 34-217         | SP-BAZ YR-... | Львівський аероклуб         | 05.05.36 | 464                   | Переліт у Румунію в 1939 |
| SP-BBA              | RWD-8 (PWS)             | 34-218         | SP-BBA        | Львівський аероклуб         | 05.05.36 | 465                   |                          |
| SP-BBB              | RWD-8 (PWS)             | 34-219         | SP-BBB        | Львівський аероклуб         | 05.05.36 | 466                   |                          |
| SP-BBE              | RWD-8 (PWS)             | 34-222         | SP-BBE        | Львівський аероклуб         | 05.05.36 | 469                   |                          |
| SP-BBG              | RWD-8 (PWS)             | 34-224         | SP-BBG        | Львівський аероклуб         | 05.05.36 | 471                   |                          |
| SP-BDJ              | RWD-8 (PWS)             | 34-240         | SP-BDJ        | Львівський аероклуб         | 00.00.37 | 570                   |                          |
| SP-BER              | RWD-8 (PWS)             | 34-270         | SP-BER        | Львівський аероклуб         | 00.00.37 |                       |                          |